# Vän, i förödelsens stund
"Vän, i förödelsens stund" är en sexton rader lång dikt av Erik Johan Stagnelius, skriven på elegiskt distikon. 
Från denna dikts slutrad kommer de berömda orden "Natten är dagens mor" och "Kaos är granne med Gud", tillika titlarna på två dramer av Lars Norén. "Natten är dagens mor" anspelar på Natt (mytologi) som är mor till Dag (mytologi).